# Gemeindeberg (Grünstadt)
Der Gemeindeberg ist eine Flur auf dem Grünstadter Berg (336,7 m), die mit Gipfellage (327,3 m ü. NHN) der gleichnamigen Erhebung im Stadtgebiet von Grünstadt im rheinland-pfälzischen Landkreis Bad Dürkheim liegt.

## Geographische Lage
Die etwa 5 km² große Feldflur liegt in den Gemarkungen der Gemeinden Grünstadt, Ebertsheim, Tiefenthal. Am Südrand der Flur liegt die gleichnamige Erhebung, der 327,3 m hohe Gemeindeberg, und zwar nahe den Rändern der Fluren Haselhecke und Eichenwäldchen beim Landeplatz der Modellfluggruppe des Luftfahrtverein Grünstadt; nahe dem Gipfel ist auf topographischen Karten eine 327,1 m hohe Stelle verzeichnet.

## Energiepolitische Kontroverse
Der Gemeindeberg bzw. die Kontroverse um die Auslegung des Gemeindeberges als Vorranggebiet zur Windenergiegewinnung wird in der Lokal- und Regionalpresse immer wieder thematisiert. Hintergrund der Auseinandersetzung ist der Wunsch der Gemeinde Ebertsheim auf dem Gemeindeberg einen Windenergiepark anzulegen. Die Kreisverwaltung des Landkreises Bad Dürkheim möchte dieses Anliegen jedoch unterbinden, sodass die Gemeinde Ebertsheim beabsichtigt, gegen diese Entscheidung Rechtsmittel einzulegen. Eine Abbildung der potentiellen Windkraftflächen auf dem Gemeindeberg befindet sich auf der Seite 58 (Abbildung 36) des Energie und Klimakonzeptes Grünstadt vom Februar 2013.